# アオダイショウ
アオダイショウ（青大将、黄頷蛇、学名: Elaphe climacophora）は、ナミヘビ科 ナメラ属に分類されるヘビ。サトメグリ（里回り、サトマワリ）、ネズミトリ（鼠取り、鼠捕り）などの別名がある。

## 分布
日本（北海道、本州、四国、九州、国後島、奥尻島、佐渡島、口之島（南限）、伊豆諸島、壱岐、隠岐、対馬、五島列島、大隅諸島）固有種

## 形態
全長100 - 200 cm。胴の直径は5 cmほどになる。全長の平均はオスの方が大きいが、一方で大型の個体はオスよりもメスのほうが多い。日本本土では最大のヘビで、南西諸島のサキシマスジオ、シュウダ、ハブに次ぐ大きさとなる。頭部は角張り、吻端は幅広い。斜めに列になった胴体背面の鱗の数（体列鱗数）は23列、もしくは25列。腹面を被う鱗（腹板）は221 - 245枚。腹板の両端に隆起（側稜）があり、これにより木に登ることができる。

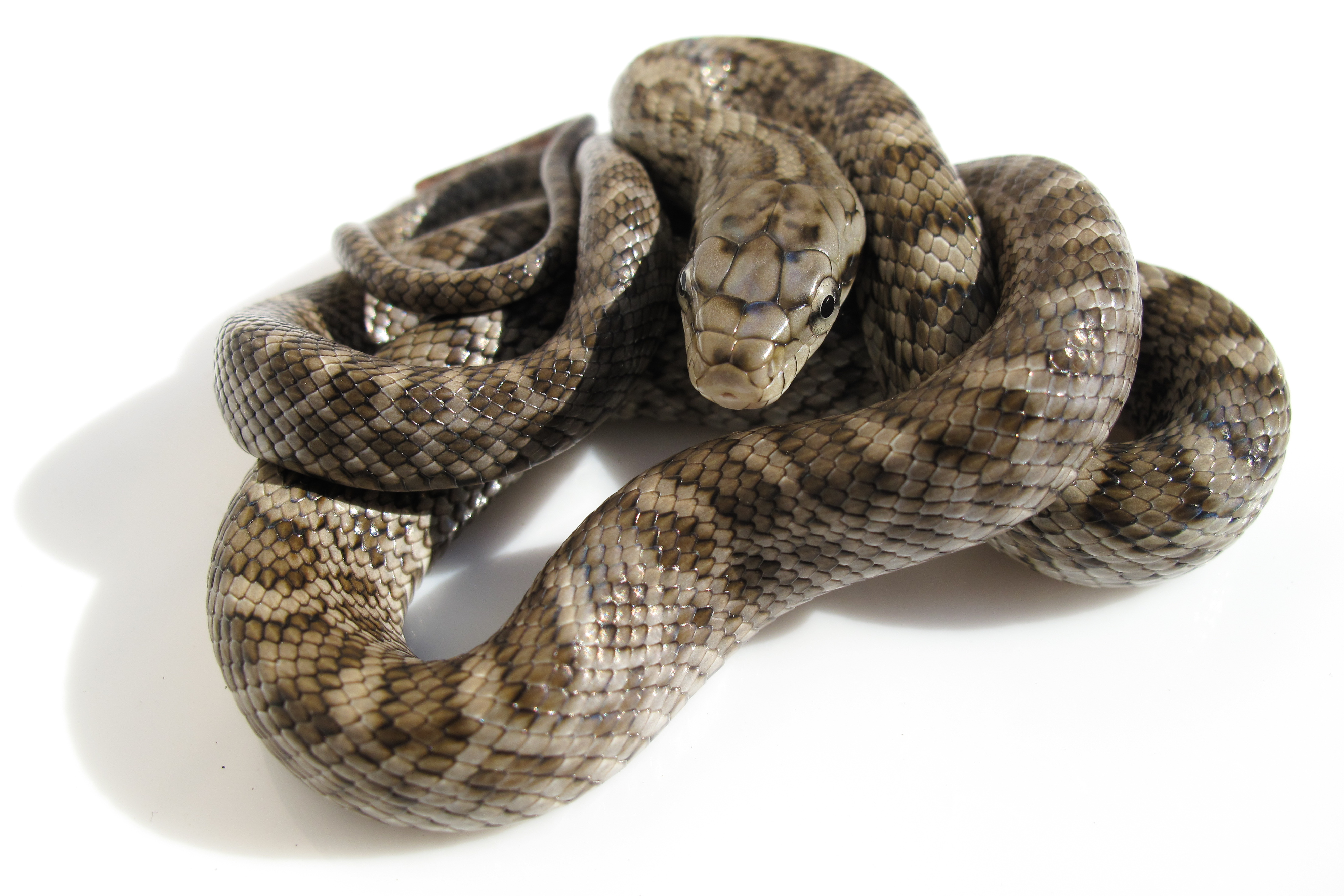
アオダイショウの幼蛇

体色は主に暗黄褐色からくすんだ緑色であるが、個体差が大きい。また、北海道には青みの強い個体が多い。脱皮前の個体は色みが濃く、逆に脱皮直後の個体は青みが強い。背面に4本の不明瞭な黒褐色の縦縞が入る個体が多いが、縦縞がない個体もある。脱皮前の個体では縦縞が明瞭になる。虹彩は褐色みのあるオリーブ色で、瞳孔は丸く、黒褐色。
幼蛇（幼体）の体色は灰色で、梯子状に褐色の斑紋が入る。滋賀県には幼蛇から斑紋が縦縞で、成蛇も明瞭な地域変異個体がいる。縦縞褐色がかっているので、ニホンマムシと間違われることも多い。これは、ニホンマムシへの擬態であると考えられている。
毒は持たない。

## 生態
平地から山地にかけての森林、堤防、農地などに生息する。樹上性の傾向が強いが、地表での活動も多い。生息域は高い梢の上から地表、そして地中や下水道まで、幅広い範囲で活動している。餌であるネズミの生息環境に対応し人家周辺でよく見られ、深山などで見かけることは稀である。ネズミを追って家屋内に侵入することもある。昼行性で、夜間は岩の隙間や地面に空いた穴の中などで休む。危険を感じると総排出口から臭いを出す。
樹上に上るときには枝や幹に巻きついて登っていくのではなく、腹板の両端には強い側稜（キール）があり、これを幹や枝に引っかけることでそのまま垂直に登ることができ、樹上を移動する。壁をよじ登ることもできるその習性は、他のヘビが棲みにくくなった都市部でも本種が生息できる原動力となっている。
天敵はイヌワシ、タヌキ、キツネ、イノシシなどで、幼蛇はノネコやカラス、シマヘビなども天敵となる。天敵に襲われた場合、川底に潜って隠れることもできる。
食性は肉食で、主に鳥類やその卵、哺乳類を食べる。幼蛇はトカゲやカエルを食べる傾向が強く、成体になるにつれ鳥類や哺乳類を捕食するようになる。噛み付いて捕らえた獲物に身体を巻き付けて、ゆっくり締め付ける。ほかのヘビ類、小魚も捕食することもある。
飲み込んだ卵は食道で脊椎下部の突起を押し当てて割る。また卵を丸呑みした場合、卵の殻を割るために高い所から落ちると言われるが、これを意図して落ちるのではなく、誤って落ちることが理由である。木登りが得意なので、鳥類の繁殖期には樹上の鳥の巣を襲い卵やひな鳥を食べることもある。
繁殖形態は卵生。5-6月に交尾を行い、7-8月に7cm弱の卵を、4-17個を産む。卵は47-63日で孵化する。飼育下では17年7か月の飼育記録がある。

## シノニム
- Coluber climacophorus Boie, 1826
- Coluber virgatus Schlegel, 1837
- Coluber quadrivirgatus Temminck et Schlegel, 1837
- Elaphis virgatus Dumeril, Bibron et Dumeril, 1854
- Coluber climacophorusBoulenger, 1894
- Elaphe climacophora Stejneger, 1907
- Elaphe climacophora Rendahl, 1933
- Elaphe climacophora Schulz, 1996
- Elaphe climacophora Utiger et al., 2002
- Elaphe climacophora Wallach et al., 2014

## 人間との関係
人家や倉庫で生活することもあり、ネズミを捕食することから益獣と扱われることもあった。一方で飼い鳥やその卵を食べることから敬遠されることもある。
本種は人と共に暮らすヘビといわれ、人のいない深山などでこのヘビが観察されることは少ない。人との関わりが深く、都市部でも緑の多い公園や河川敷などに生息している。民家の庭先に現れることも多い。
本種は昼行性で、活動する時間帯が一般的な人間の活動時間帯と重なることが多いため生息場所では見かけることも多く、人を恐れることはあまりないといわれる。性格には個体差があり、人にいじめられた経験のある個体などはかえって攻撃的になることもある。これはアオダイショウに限らず、すべてのヘビについていえる。
本種は温帯域に生息して冬は3か月から4か月冬眠するため、冬眠しない熱帯性のヘビとは違って飼育に関して暖房などの特別な設備を必要とせず飼育しやすい。日本在来種であることから日本でのペットとしての人気はそれほど高くないが、海外では北海道・国後島産のものは特に青みが強いことから「クナシリラットスネーク」と呼ばれている。また、飼育下で環境に慣れた個体は総排出口から臭いを出すことはなくなる。肉には臭みとアクがあり、食用としては適さない。
都会への順応性もあり身体能力も高い本種ではあるが、近年は餌のネズミが薬剤による駆除対象になったことと、コンクリート上では青緑の体色はかえって目立ちやすいため、都市部では減少傾向にある。
本種の白化型は「神の遣い」として、信仰の対象とされることもある。山口県岩国市周辺に白化型が多く、信仰の対象として駆除されずに残されている。この地域のシロヘビの個体群は、1924年に国の天然記念物に指定（1972年に「岩国のシロヘビ」に変更）されている。保護の対象とされていて、飼育・繁殖のための施設があるが野生個体の生息地は減少している。

## 画像

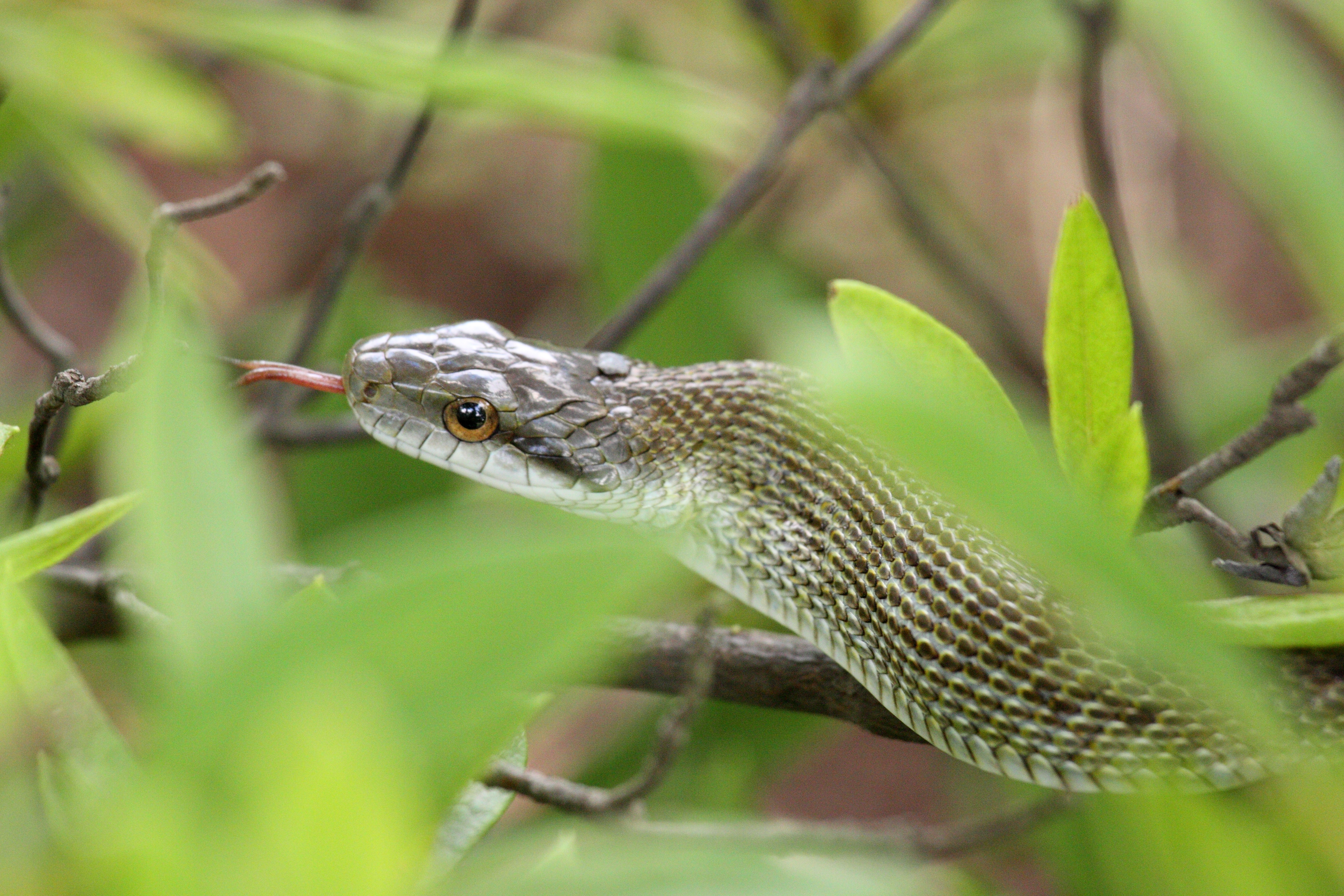
頭部
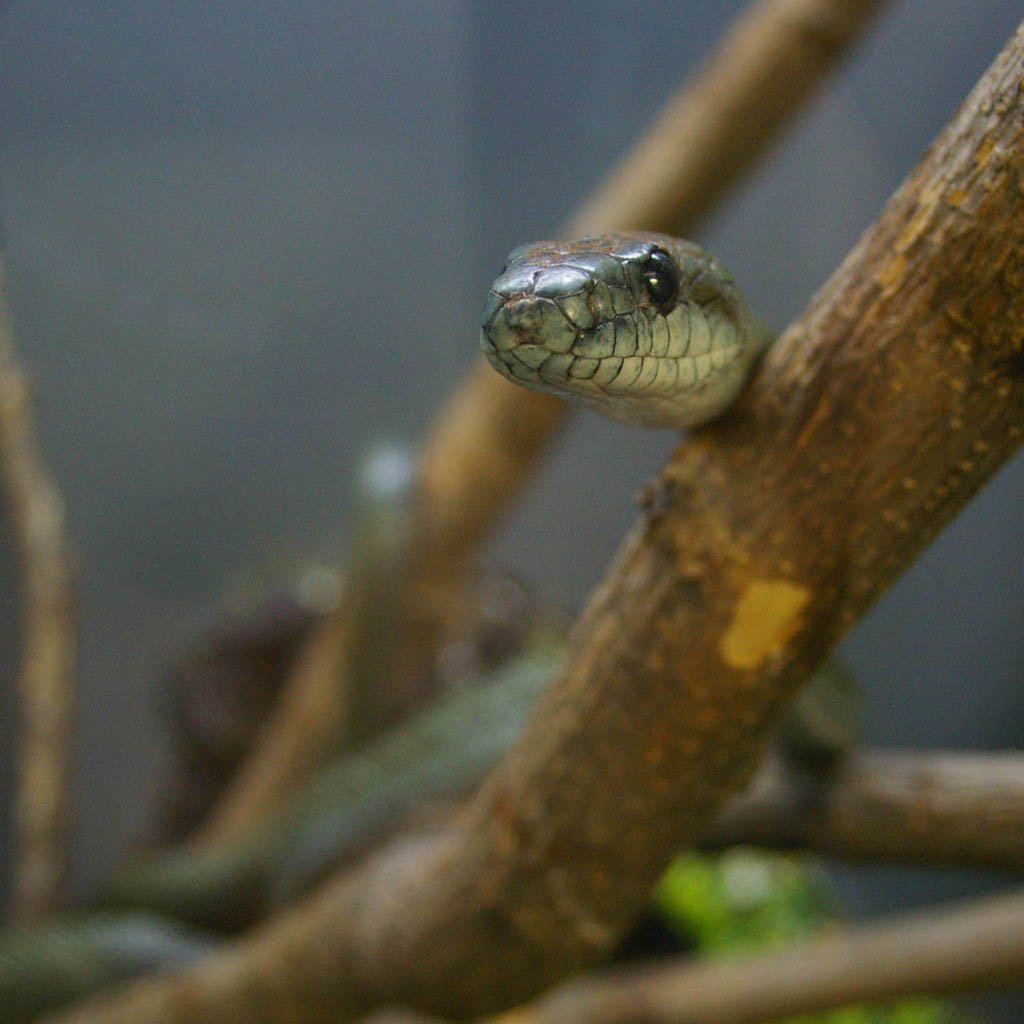
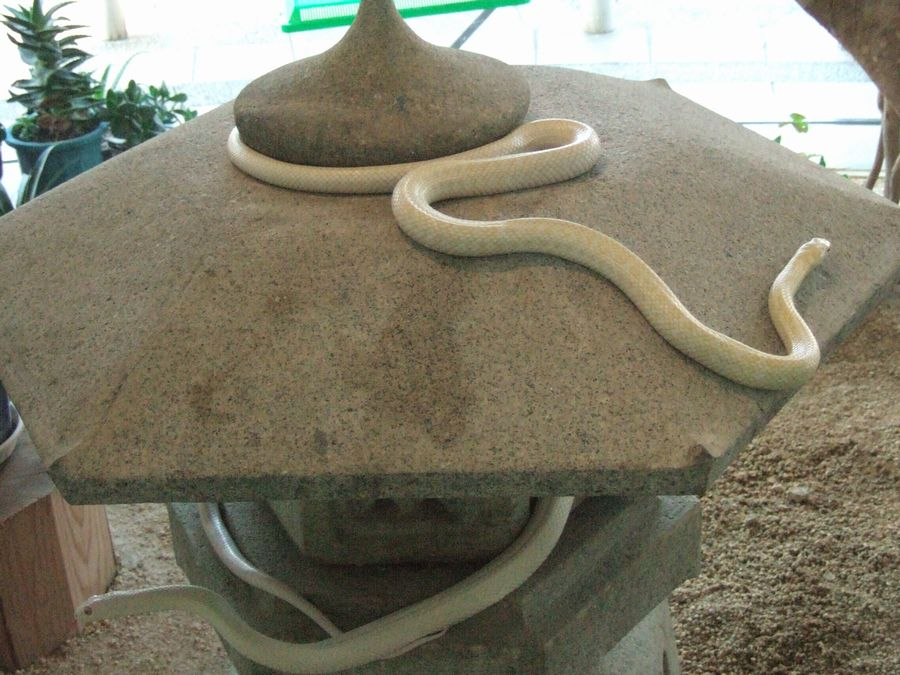
岩国のシロヘビ